# Un gars, une fille
Un gars, une fille (pronuncia francese: [œ̃ ɡɑ yn fij]) è una sitcom televisiva canadese prodotta dal 1997 al 2003 e trasmessa da Ici Radio-Canada Télé. La serie, ideata da Guy A. Lepage, consiste in una serie di brevi sketch montati in modo non sequenziale. Considerata una delle serie TV più di successo del Québec, Un gars, une fille è stata esportata e riadattata in oltre 30 nazioni, nonché primo programma quebecchese ad essere adattato negli Stati Uniti d'America.

## Format
Un episodio tipico presenta diversi sketch della vita quotidiana di una coppia, con una fotocamera fissa centrata principalmente su di loro. Solitamente la coppia riceve amici per cena, va al negozio di alimentari o parte per un viaggio, e talvolta litigano tra di loro. Le loro stranezze e l'amorevole battibecco continuo forniscono gran parte dell'umorismo del programma. Lo stile grafico, che consiste in una tavolozza blu pastello, rosa, linee ruvide e scarabocchi, così come il logo con simulato errori di stampa e sbavature, è stato imitato dalla maggior parte delle altre versioni, fatta eccezione per la versione statunitense. I nomi dei personaggi spesso coincidono con quelli degli attori.

## Adattamenti

### Italia
La prima versione italiana della sitcom si chiama Love Bugs, trasmessa dal 2004 al 2005 su Italia 1. I protagonisti della prima stagione furono l'attrice e modella svizzera Michelle Hunziker e il comico Fabio De Luigi. La seconda stagione, trasmessa dal 2005 al 2006, prende il nome di Love Bugs² (Love Bugs alla seconda), e vede la modella Elisabetta Canalis prendere il posto della Hunziker. La terza stagione, Love Bugs³ (Love Bugs alla terza), trasmessa dal 2006 al 2007, vede protagonista una nuova coppia, formata dal comico Emilio Solfrizzi e dalla conduttrice radiofonica Giorgia Surina. A causa della scarsa audience e del costante disinteresse da parte del pubblico, la sitcom fu cancellata.